# Geranomyia numenius
Geranomyia numenius är en tvåvingeart som beskrevs av Alexander 1913. Geranomyia numenius ingår i släktet Geranomyia och familjen småharkrankar. Inga underarter finns listade i Catalogue of Life.